# Emiliano Adrián Insúa Zapata
Emiliano Adrián Insúa Zapata (nascut el 7 de gener de 1989), és un futbolista argentí, que juga al VfB Stuttgart, com a lateral esquerre.
Insúa és ciutadà de la Unió Europea perquè un dels seus avis era espanyol.